# Manneke Paul
Manneke Paul is een Vlaams amusementsprogramma dat van 2012 tot 2013 werd uitgezonden op VTM. De Nederlandse presentator Paul de Leeuw ging in iedere aflevering op eigen wijze de confrontatie aan met de Vlaamse cultuur. Het programma speelde zich voornamelijk af een talkshowsetting waarin zowel Bekende Vlamingen als onbekenden aan het woord kwamen, al trok de presentator ook geregeld de straat op.

## Productie
Op 11 juni 2012 raakte bekend dat VTM en Paul de Leeuw, die al veel programma's presenteerde in Nederland, een deal hadden gesloten over het maken van een programma in het najaar op VTM. Op 23 augustus 2012 werd bekendgemaakt dat het programma Manneke Paul zou heten en tweemaal per week zou worden uitgezonden.
Omdat het programma bij de start op 17 september 2012 meteen een succes was en de uitzendingen een marktaandeel van rond de 30 procent haalden, werd al na enkele weken beslist dat in het voorjaar van 2013 een tweede jaargang zou verschijnen. Die jaargang startte op 10 maart 2013 en werd voortaan op een van de twee uitzenddagen live gebracht, terwijl voorheen steeds beide afleveringen op voorhand werden opgenomen.
Op 19 juni 2013, enkele weken na afloop van het tweede seizoen, werd bekendgemaakt dat VTM en Paul de Leeuw ondanks het blijvende succes van Manneke Paul hadden besloten hun samenwerking te beëindigen. Een van de redenen was de aankomende theatertour van De Leeuw, waardoor een vervolg op het programma niet kon worden gemaakt in de periode die VTM had vooropgesteld. Er was echter ook onvrede ontstaan tussen beide partijen: VTM wilde de volledige inhoudelijke controle over het programma, terwijl De Leeuw het vertikte om zich steeds keurig aan het draaiboek te houden. De live-uitzendingen brachten geregeld controverse met zich mee; zo kreeg de familiezender negatieve publiciteit over zich heen doordat De Leeuw enkele van zijn gasten plotseling joints had laten roken.

## Terugkerende onderdelen

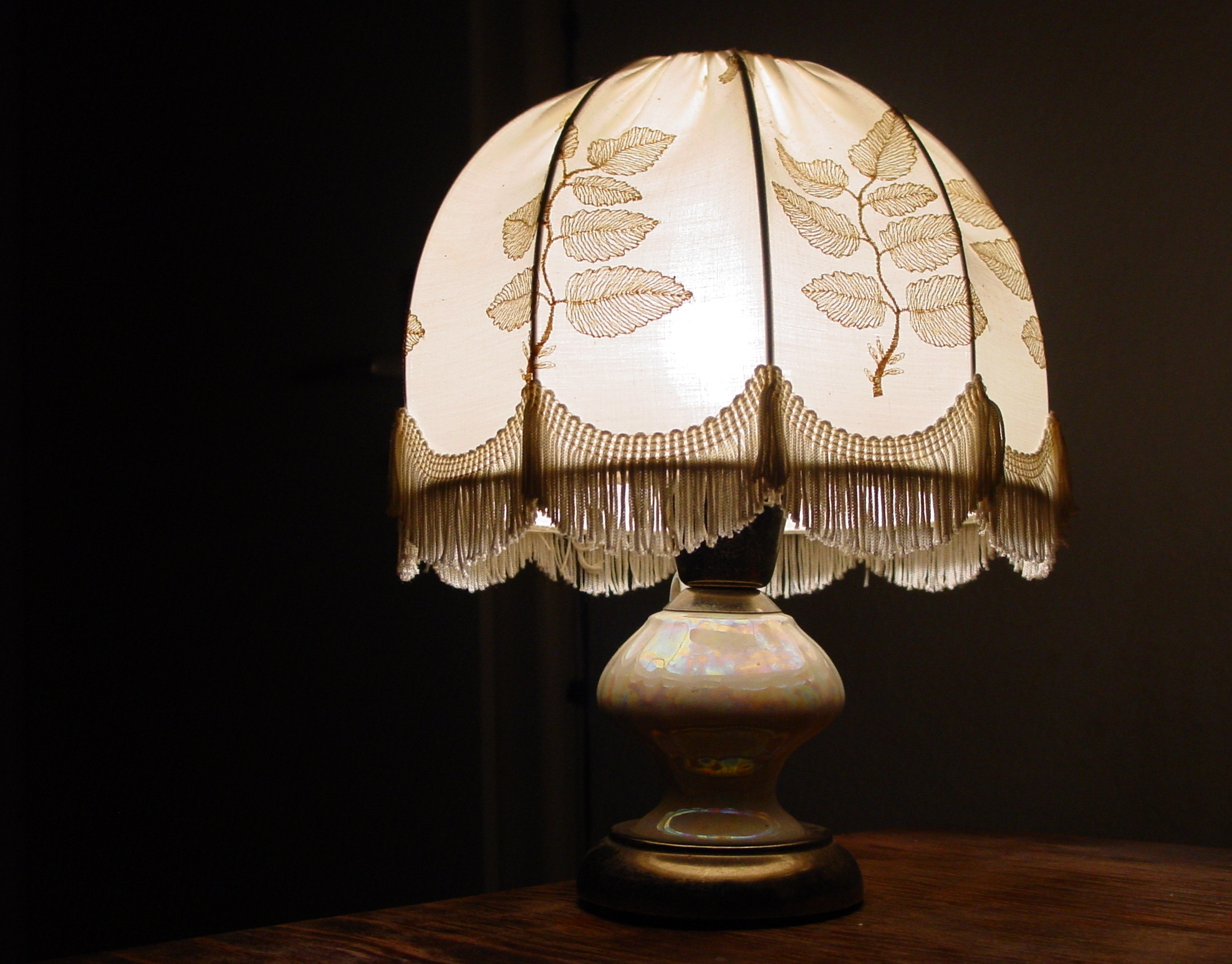
Soort lampenkap dat men in Manneke Paul gebruikt.

Elke aflevering wordt een intro gezongen en die gaat als volgt: "Nu ik met jou ben, Vlaamse liefde van mijn leven. En sinds ik jou ken, ik nog nooit zo lang hier ben gebleven. Maar ik weet zeker, dit is beter, omdat ik het leven vier. Zie je de poppetjes in je ogen van plezier. Ja, je beleeft het hier. Ja, je beleeft het hier."
Een terugkerend onderdeel in de uitzending is de Who The Fuck is Hans Otten Kwiz, in het eerste seizoen op donderdag, in het tweede seizoen op woensdag. Vanuit de studio heeft Paul de Leeuw contact met een reporter die zich ergens in Vlaanderen bevindt. Meestal wordt er iemand verrast, aan wie Paul de Leeuw dan vanuit de studio drie ludieke vragen stelt. Als die persoon dan de vragen juist beantwoordt, krijgt hij/zij een verrassing.
Opvallend waren ook de lampenkappen die overal opdoken in het decor van het programma. Geregeld zat een gast onder een grote lampenkap verborgen en ging die lampenkap omhoog nadat de gast door de presentator was geïntroduceerd.

## Seizoen 1 (najaar 2012)
De afleveringen van het eerste seizoen duurden één uur en werden voornamelijk opgenomen op zondag. Uitzendingen waren er iedere maandag en donderdag rond 22.45 uur. Seizoen één bestond uit 30 afleveringen waarvan de eerste werd uitgezonden op 17 september 2012 en de laatste op 27 december 2012.
In 2013 werd het eerste seizoen van het programma bekroond met een Vlaamse Televisie Ster voor Beste Entertainment.

### Kijkcijfers
De kijkcijfers van het eerste seizoen waren vrij goed ondanks dat het op een laat uur werd uitgezonden. Gemiddeld keken 350.000 mensen naar het eerste seizoen van de show.

## Seizoen 2 (voorjaar 2013)
Op 10 maart 2013 startte het tweede seizoen waarin de afleveringen ook één uur duurden. Vanaf nu werd iedere zondag een aflevering uitgezonden rond 21 uur en was er op woensdag nog een vooraf opgenomen uitzending rond 21.30 uur. Dit seizoen bestond uit 24 afleveringen en de laatste aflevering van het tweede seizoen werd op woensdag 29 mei uitgezonden. In het tweede seizoen was Toti Wesh een terugkomende gast in een aantal afleveringen.

### Kijkcijfers
De kijkcijfers van het tweede seizoen lagen hoger, vooral omdat de show nu in prime time uitgezonden werd. Gemiddeld keken 450.000 mensen naar het tweede seizoen van de show.